# Ann Millikan
Ann E. Millikan (Contea di San Diego, 10 giugno 1963) è una compositrice statunitense.

## Biografia
Ann Millikan nacque in California. Studiò musica all'Università di Stato di San Jose, dove si laureò con un Bachelor of Arts. Continuò a studiare diplomandosi con un Master of Fine Arts al California Institute of the Arts, dove studiò con Morton Subotnick, Mel Powell e Stephen Mosko. In seguito continuò i suoi studi in musica africana e canto classico.
La Millikan compone diversi generi musicali, tra cui orchestrale, operistico, corale e strumentale e i suoi lavori sono stati utilizzati per scopi come installazioni, teatro e danza. Le sue composizioni sono state definite "dinamiche e diverse".
Le opere della Millikan sono state eseguite a livello internazionale e sono ampiamente disponibili su registrazioni. Attualmente risiede in Minnesota.

## Onorificenze e premi
La Millikan ha ricevuto sovvenzioni e premi come segue:
- 2011 Iniziativa per Artisti dello Stato del Minnesota arts board
- 2010 Borsa di studio Mcknight Composer
- Consiglio delle Arti della California
- Centro Musicale Americano
- Premi ASCAP
- Forum dei Compositori Americani
- Meet The Composer
- Argosy Foundation, Fondo di Musica Contemporanea
- Fondazione Jerome
- Fondo Famiglia Zellerbach
- Programma di Arti Civiche di Berkeley
- Condurre la Pace Tramite il Canto (Summa cum laude)

## Lavori
Tra le Opere selezionate troviamo:

### Orchestra
- Trilhas de Sombra
- Ballad Nocturne
- Landing Inside the Inside of an Animal
- Red Migration for orchestra

### Musica da Camera
- Thunder Woman
- Kuiper Belt Wamfle
- The Woodcarver & The Blacksmith
- Cantando para a Onça
- Choro do Zeitgeist
- Red Migration
- 221B Baker Street
- Trens Coloridos para Gabriela
- Three Reflections
- K'uei: A SYZYGY

### Teatro e danza
- From The Bottom Drawer
- The Color of Blood: Praising the Moon We Are, Part I
- The Medicine of the Spiral
- K'uei: A SYZYGY

### Archi
- From the Bottom Drawer
- Choro do Miro
- Metal Shop 302

### Legni
- House of Mirrors I
- House of Mirrors II
- Calendula
- Suite for Woodwinds Quartet

### Voce
- Water From Your Spring
- The Medicine of the Spiral II: Quartet Improvisations
- My Island
- Abstrações

### Coro
- Grandmother walks, mist rises
- Choro
- Advent Music
- O Sapientia – O Wisdom
- The One Who Is Coming...
- La Vieja
- Song of Remembrance
- Psalm 78: 14, 15, 17-19, 23-25
- Tantum ergo Sacramentum
- Ave Maria
- I Woman

### Opera
- Swede Hollow, musica e libretto di Ann Millikan[5]